# Anni Neumann
Anni Neumann (* 13. November 1926 in Stettin) ist eine ehemalige deutsche Politikerin (SED). Sie war Mitglied des Staatsrates der DDR.

## Leben
Neumann, achtes von neun Kindern eines Schlossers, besuchte die Volksschule, absolvierte ein Pflichtjahr und war von 1941 bis 1943 als Landarbeiterin tätig. Von 1943 bis 1945 war sie zum Reichsarbeitsdienst eingezogen. Von 1946 bis 1949 war sie als Landarbeiterin auf dem VEG Christinenfeld tätig.
Sie trat 1946 dem FDGB, 1947 der FDJ und 1949 der SED bei. Zwischen 1949 und 1951 leitete sie eine Abteilung der FDJ-Kreisleitung Grevesmühlen, war Mitglied der Landesleitung Mecklenburg und Erster Sekretär der FDJ-Kreisleitung Güstrow. Von 1949 bis 1952 war sie Mitglied des Zentralrates der FDJ. Sie war dann Kreisschulungsbeauftragte beim Rat des Kreises Rostock und bis 1953 Sekretärin der GST-Bezirksleitung Rostock. 
Ab 1953 arbeitete Neumann auf der Neptun-Werft, erlernte den Beruf einer Facharbeiterin für Stahlschiffbau. Ab 1955 arbeitete sie als Schiffsbautechnologin bzw. Assistentin des Werkleiters auf der Neptunwerft. 1958 erwarb sie nach zweijährigem Abendstudium an der Fachschule für Schiffbautechnik Warnemünde den Abschluss als erste Schiffbaumeisterin der DDR. Von 1959 bis 1961 studierte Neumann am Industrie-Institut für Schiffbau der Universität Rostock mit Abschluss als Diplomingenieurökonomin. 
Ab 1961 war sie als persönliche Referentin des Werkleiters, ab 1964 als Hauptabteilungsleiterin für Arbeitsökonomie und 1971 bis 1981 als Direktorin für Kader und Schulung im VEB Schiffswerft Neptun tätig. Seit 1974 fungierte sie als Vorsitzende der Frauenarbeitsgruppe des Ministers für Schwermaschinen- und Anlagenbau.
Neumann gehörte 1953/54 dem Bezirkstag Rostock, von 1954 bis 1986 – als Mitglied der FDGB-Fraktion – der Volkskammer und von 1964 bis 1971 dem Staatsrat der DDR an. Seit 1976 war sie Mitglied des Wirtschaftsausschusses der Volkskammer.
1981 trat Neumann in den Ruhestand.

## Auszeichnungen
- Verdienstmedaille der DDR
- 1963 Clara-Zetkin-Medaille[3]
- 1976 Vaterländischer Verdienstorden in Bronze